# Sketchnotes

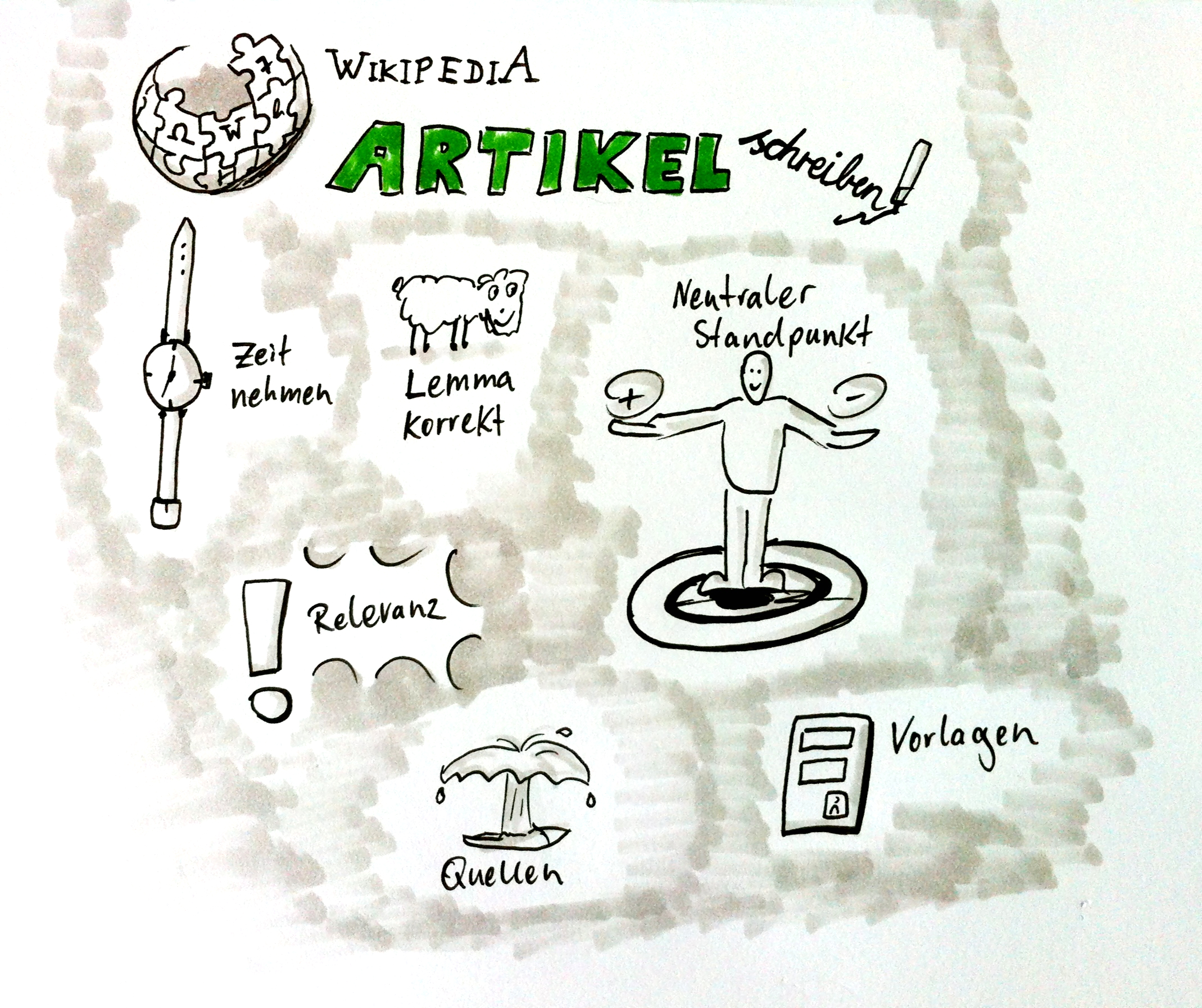
Sketchnote über das Schreiben von Wikipedia-Artikeln

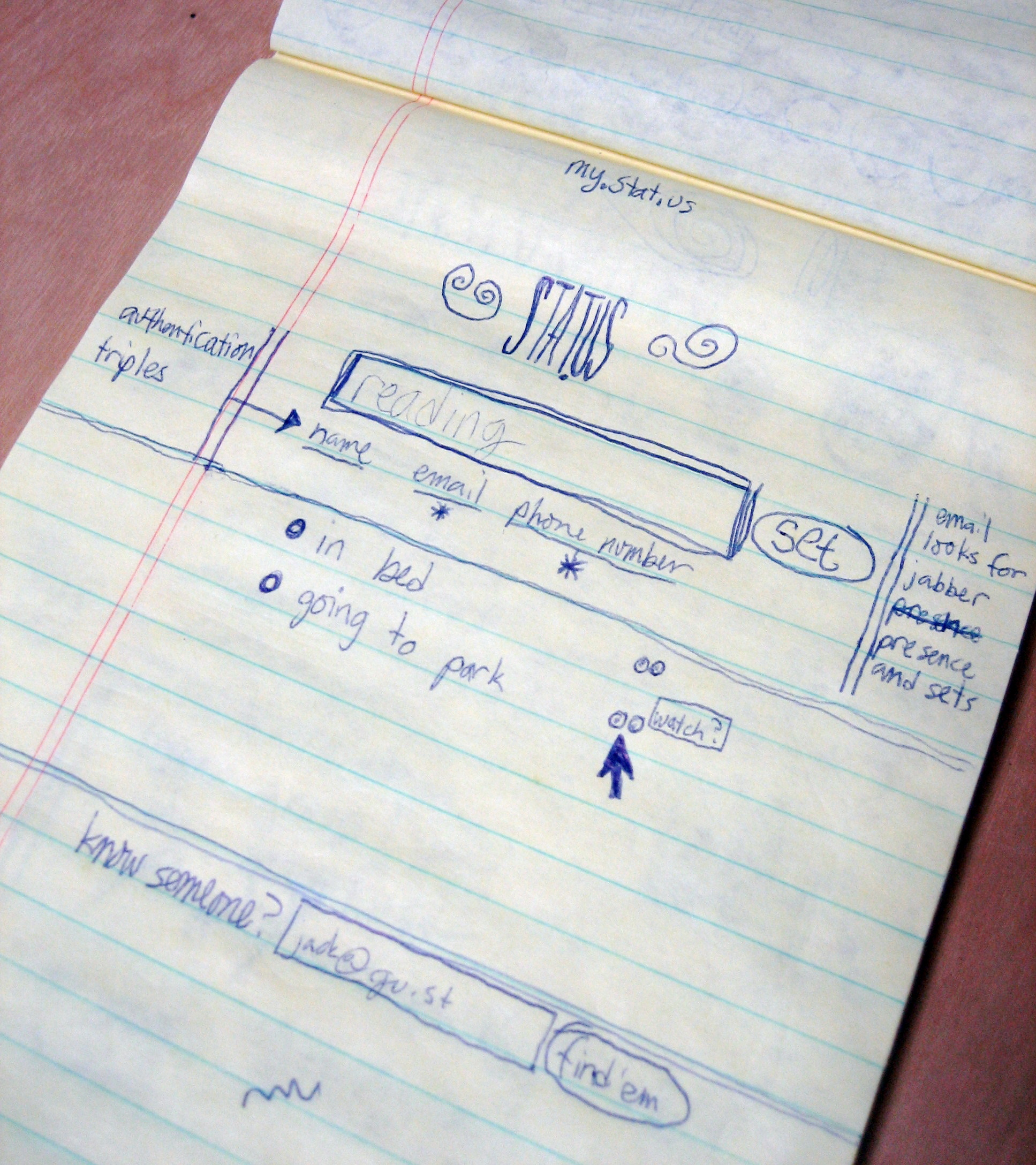
Entwicklung der ersten Entwürfe für den Microblogging-Dienst Twitter in Form von Sketchnotes

Sketchnotes sind grafische Notizen, die aus Text, Bild und Strukturen bestehen. Der Begriff ist ein Kofferwort, das sich zusammensetzt aus Sketch (englisch sketch ‚Skizze‘) und Note (englisch note ‚Notiz‘ von lateinisch notitia ‚Kenntnis, Nachricht‘). Das Erstellen von Sketchnotes wird als „Sketchnoting“ oder „Visual Note Taking“ bezeichnet. Häufig werden Sketchnotes als Alternative zur konventionellen Mitschrift oder als grafische Ergänzung zu einem textlichen Protokoll einer Veranstaltung erstellt. Im Gegensatz zu reinen Texten sind Sketchnotes nur selten linear strukturiert. Die Hierarchie der Inhalte wird durch die Art der Visualisierung bestimmt. Sie kann einem Pfad folgen, strahlenförmig (Mindmap-artig sein) oder eher wild auf dem Blatt verteilt sein („Popcorn“ nach Mike Rohde).

## Zweck
Durch Sketchnotes sollen Inhalte veranschaulicht und dadurch verständlicher gemacht werden. Sie sollen dazu beitragen, sich besser an die übermittelten Informationen erinnern zu können, unter Verwendung der mnemotechnischen Mentalfaktoren. Ähnlich wie ein Scribble können Sketchnotes auch bei der Entwicklung neuer Inhalte und Ideen als kreative Methode und Unterstützung eingesetzt werden. Weiterhin dienen sie der Reflexion, der Vernetzung mit dem eigenen Vorwissen und dem Üben von Visualisierungstechniken. Sketchnotes sollen den Austausch über das darin behandelte Thema erleichtern.

## Ursprung
Das Prinzip der Sketchnotes ist nicht neu. Bei großzügiger Auslegung des Begriffs könnte man auch Höhlenmalerei oder Zeichnungen von Leonardo Da Vinci, wie z. B. Fötus in der Gebärmutter oder den Orbis sensualium pictus als Sketchnote bezeichnen. Durch die Gestaltung von Interfaces im IT-Bereich ist der Bekanntheitsgrad von Sketchnotes erneut gestiegen und hat sich als Begriff etabliert, so zum Beispiel bei der Entwicklung von Twitter.
Die Gestaltung der eigenen Unterrichtsaufzeichnungen, z. B. im College-Block, besteht häufig aus Sachtexten und Grafiken. Darüber hinaus werden sie oft mit Kritzeleien vollgemalt, die in der Regel Ausdruck von Langeweile sind und inhaltlich kaum in Bezug zum Thema stehen. Sketchnotes sollen die Ersteller animieren, ihre visuelle Ausdruckskraft so zu kanalisieren, dass durch das Malen keine Entfernung von Inhalten stattfindet, sondern eine verstärkte Auseinandersetzung mit diesen hervorgerufen wird.

## Erstellung
Zum Erstellen von Sketchnotes werden meist Kugelschreiber, Filz- oder Tuschestift, Textmarker oder Bleistifte auf Papier genutzt. Mittlerweile werden Sketchnotes aber auch häufig auf Tablet-Computern erstellt, weil in den einschlägigen Apps gleichsam unbegrenzt Papier, Farben und Stiftvarianten zur Verfügung stehen. Außerdem liegen die Ergebnisse direkt in digitaler Form vor und lassen sich so leicht verteilen. Bei Konferenzen werden diese Sketchnotes oft über Twitter oder Blogs verbreitet, wobei sie zur besseren Auffindbarkeit in den sozialen Netzwerken mit den entsprechenden Tags bzw. Hashtags versehen werden.
Sketchnotes bestehen aus einfachen Zeichnungen, Symbolen und Grafikelementen. Ein weiterer Bestandteil der Sketchnotes sind oft kalligrafische Elemente in Form des in neuerer Zeit so genannten „Handlettering“. Dabei handelt es sich um Zitate oder zentrale Begriffe (Wörter, Zitate oder Sprüche), die als Schriftzüge ergänzend eingebracht werden, um die übrigen Elemente zu überschreiben oder miteinander zu verbinden.